# Процесс (роман)
«Проце́сс» (нем. Der Process, тж. Der Proceß, Der Prozeß, в первом издании: Der Prozess) — философский роман Франца Кафки, посмертно опубликованный в 1925 году.
«Процесс» входит во «Всемирную библиотеку» (список наиболее значимых произведений мировой литературы «Норвежского книжного клуба»).

## Сюжет
Утром, в день тридцатилетия главного героя романа — сотрудника банка Йозефа К. — арестовывают, но не называют причины. Однако Йозеф продолжает вести свою жизнь, как ранее. Он напрасно пытается выяснить, за что он был осуждён и как можно оправдаться. Он посещает суд, канцелярии которого расположены по чердакам густонаселённых многоквартирных домов. Женщины, которые имеют отношение к судебному миру и пытаются показаться ему «помощницами» в его деле, лишь вызывают у него физическое влечение.
Йозеф К. отчаянно пытается найти доступ к судам, но безуспешно. Он всерьёз обеспокоен своим процессом, хотя вначале относился к нему пренебрежительно. К. всё более и более запутывается в лабиринте сюрреалистичной бюрократии и всё глубже проникает в мир суда. В то же время и суд всё глубже проникает в жизнь К. Продвигается ли процесс К., остаётся неизвестным и для читателя, и для самого главного героя. Решение суда также неизвестно, но К. чувствует, что его время истекает. Йозеф К. в погоне за таинственным приговором так и не узнаёт, в чём он обвинялся. Финал закольцовывает композицию: вновь Йозеф К. просыпается в своей комнате, вновь в его комнате двое неизвестных. Они ведут его в каменоломню и закалывают, «как собаку».

### По основным главам
Арест
Когда Йозеф К. проснулся в своей комнате утром в день своего 30-летия, кухарка его квартирной хозяйки неожиданно не принесла ему завтрак. Вместо этого его застали врасплох и заблокировали в комнате двое мужчин, которые ему коротко сообщили, что он арестован. Оба мужчины (упоминаемые как «стражи» Франц и Виллем) рассказали, что посланы от учреждения и что не уполномочены ему объяснять, за что он арестован.
К. показалось, что всё это можно было почесть за грубую шутку его коллег. Однако через некоторое время он понял, что это не шутка. Более подробное разъяснение и понимание он надеялся получить от инспектора, образованного человека, который, однако, быстро указал ему на роль арестованного. Он также дал понять К., что этот арест никак не помешает его обычному образу жизни и работе. Поэтому, хотя К. и был рассержен, вскоре он уже посчитал, что арест «вовсе не так страшен».
К. разговаривал с инспектором уже не в своей комнате, а в комнате его отсутствующей в тот момент молодой соседки фройляйн Бюрстнер. Также при разговоре присутствовали трое низших служащих из его банка. Вначале они всё внимательно рассматривали в комнате, а в итоге проводили К. до работы.
Разговор с фрау Грубах, потом с фройляйн Бюрстнер
Йозеф К. отправился на работу, а затем назад в пансион, чтобы извиниться перед своей квартирной хозяйкой фрау Грубах и соседкой фройляйн Бюрстнер за доставленные утром неприятности: трое его подчинённых, очевидно, очень активно рассматривали фотографии фройляйн. Фройляйн Бюрстнер вернулась домой только поздно вечером, и К. подкараулил её в коридоре.
Затем в её комнате он подробно рассказал ей всё об инциденте. Для наглядности К. разыграл утренние события и громко и театрально прокричал своё имя. Это разбудило спавшего в соседней комнате племянника фрау Грубах, капитана, который постучал в дверь, чем напугал К. и фройляйн Бюрстнер.
Фройляйн Бюрстнер неоднократно просила закончить разговор, так как очень устала после долгого рабочего дня. К. попрощался с ней, при этом неожиданно, навязчиво и жадно расцеловав её в шею, лицо и губы.
Следствие начинается
По телефону Йозефу К. сообщили, что предварительное следствие по его делу назначено на воскресенье, но не уточнили, в какое время. Подробности о предстоящем следствии ему будут сообщать дополнительно. Кто именно ему звонил, К. не спросил.
В воскресенье утром он отправился по указанному адресу, где должно было состояться следствие, — это был старый доходный дом в бедном районе. Там К. был вынужден долго искать зал судебного заседания. Оказалось, что это всего лишь небольшая комната в квартире судебного служителя. В ней уже собралось много одинаково одетых людей, разделённых на два разных лагеря (левые и правые): К. опоздал на час и пять минут. Следователь ошибочно назвал К. «маляром». Его единственным судебным документом была небольшая потрёпанная тетрадка, которую К. у него впоследствии похитил. К. попытался убедить присутствовавших там судебных чиновников своей речью о нелепости этого суда, несправедливости его ареста и продажности стражи. При этом он, как всегда, увлёкся слишком пространными примерами и потерял внимание публики, которое переключилось на парочку, занимающуюся сексом в одном из дальних углов комнаты.
Произнося речь, К. обнаружил, что следователь сделал знак кому-то из публики, а затем заметил, что и у правых, и у левых, и у следственного судьи на воротниках имелись одинаковые знаки различия. Он взволновался, рассвирепел, решил более в зале не задерживаться и назвал суд продажной сворой. Тогда следователь намекнул ему, что тем самым К. лишает себя преимущества, которое даёт арестованному допрос. К. назвал всех мразью и дал понять, что он на следующий допрос не придёт.
В пустом зале заседаний. Студент. Канцелярии
Но в следующее воскресенье Йозеф К. снова отправился в это здание без приглашения, так как посчитал, что слушания должны продолжаться. В той квартире, в которой неделю назад располагался зал судебного заседания, он застал женщину, назвавшуюся супругой жившего там служителя. Его возмутило то, что именно её он видел на слушании занимающейся сексом в углу зала суда. Она кокетливо попросила К. посидеть с ней на подмостках, признавшись, что К. ей сразу понравился, и понадеялась, что ему удастся навести порядок в судебной системе. Он попросил её показать ему книги следователя, но они оказались альбомами эротических рисунков. Женщина явно имела любовную связь со следователем, трудовое рвение которого она одобряла, так как он до самой поздней ночи составляет длинные доклады о прошедших заседаниях. Кроме того, есть ещё студент-юрист Бертольд, который её очень домогается. Когда тот лично появляется в зале, то хватает эту женщину и, несмотря на сопротивление К., уносит её прочь к следователю. К. показалось, что она была очень расположена к нему, и даже хотела с ним бежать, но при этом ей не хотелось и освобождаться из рук студента.
Вскоре после этого внезапно появился судебный служитель и муж этой женщины, горько жаловавшийся на её неверность и пригласивший Йозефа К. на экскурсию по канцеляриям. Они всегда, по-видимому, размещались на чердаках разных доходных домов, и Йозеф К. был поражён их жалкой обстановкой. На длинных деревянных скамьях сидело несколько покорных людей, очевидно, подсудимых, ожидавших быть допущенными к чиновникам соответствующего отдела. Один очень неуверенный подсудимый, с которым К. решил поговорить, ожидал удовлетворения своего ходатайства о допущении доказательств. Йозеф К. посчитал, что это совершенно не понадобится ему в его собственном деле.
Внезапно К. стало плохо, и он лишился всех своих сил, что он связал с дурным воздухом канцелярий. Ноги его подкосились, и он был выведен наружу какой-то девушкой и элегантно одетым мужчиной (из справочного бюро). Покинув канцелярию, К. стал снова чувствовать себя хорошо.
Экзекутор
Йозеф К. в кладовке своего банка стал свидетелем того, как были выпороты двое стражей, которые присутствовали при объявлении его ареста и которых он в зале судебного заседания упрекнул, среди прочего, в коррупции. Тогда он почувствовал себя виновным в их страданиях и попытался подкупить полураздетого экзекутора в кожаном фартуке, однако, тот отверг его предложение. Когда же Франц, один из стражей, поднял крик от ударов, К. не смог выносить этого зрелища, захлопнул кладовку, опасаясь, что банковские служащие могли заинтересоваться криком стражей и застать тех врасплох.
Когда на следующий день Йозеф К. снова открыл дверь кладовки, в которой совершалось наказание, он увидел то же самое, будто время там остановилось. Он снова уклонился от ответственности и дал двум курьерам поручение очистить, наконец, кладовку от хлама.
Дядя. Лени
К Йозефу К. в банк приехал дядя и бывший опекун Альберт, проживавший в сельской местности. Из переписки со своей дочерью Эрной, учащейся в пансионе, он узнал о том, что К. предъявлено обвинение, и очень взволновался из-за этого процесса. Он повёл К. к своему адвокату и другу Гульду, имевшему связи в судейской среде.
Во время первого визита Гульд был болен и лежал в постели, однако, согласился представлять интересы К., о деле которого он уже слышал через сеть своих профессиональных контактов. Кроме них, у Гульда присутствовал директор канцелярии (очевидно, той самой канцелярии суда), а также горничная Гульда, юная Лени. К. был очень рассеян, и размышления трёх пожилых мужчин о его деле, казалось, его едва интересовали.
Лени выманила К. из комнаты и неожиданно и эротично познакомилась с ним поближе. В конце визита дядя сделал К. серьёзный упрёк в том, что тот пропустил такой важный разговор ради «маленькой грязной твари».
Адвокат. Фабрикант. Художник
Йозеф К., которого «мысль о процессе уже не покидала», принял решение самому написать оправдательную записку, так как он всё более сомневался в работе адвоката Гульда и его мучительно долгом сборе доказательств. Автобиография составила основную часть его приготовлений к следующему слушанию.
Затем в своём кабинете в банке К. встретил знакомого фабриканта, который знал о его процессе и порекомендовал обратиться к судебному художнику Титорелли. Художник мог бы помочь ему освободиться, так как располагал сведениями о судьях и чиновниках и влиянием на них.
К. нашёл Титорелли в небольшой комнате (мастерской, бесплатно предоставленной судом) на чердаке одного дома в отдалённом бедном районе города. Художник объяснил ему, что есть три способа спастись от суда, но у К. нет реальных шансов получить «полное оправдание», будь он и вправду невиновен. Подобный способ при жизни ещё никому не удавался. Однако есть ещё «мнимое оправдание» и «волокита». Для мнимого оправдания нужно убедить множество судей в невиновности подсудимого и представить в суд поручительства от них. Таким образом подсудимый может быть на время оправдан, но производство может возобновиться, и придётся снова получать мнимое оправдание, потому что низшие судьи не могут оправдывать окончательно. Эти правомочия имеет лишь «верховный суд», который совершенно недостижим. Под «волокитой» же понимается процесс, надолго зависший на низшей стадии. Для этого на судей постоянно должно оказываться влияние, а за процессом необходимо регулярно следить.
Художник пообещал переговорить с некоторыми судьями с целью склонить их на сторону К. Но К. не мог рассчитывать на полное освобождение, поэтому он решил позже определиться с планом действий. В качестве вознаграждения Йозеф К. купил у художника несколько картин и покинул его дом через заднюю дверь, которая вела в ещё одну длинную канцелярию на чердаке.
Коммерсант Блок. Отказ адвокату
После нескольких месяцев молчания со стороны адвоката К. снова отправился к Гульду, чтобы расторгнуть с ним договор, так как он не видел никакого ощутимого прогресса в своём деле. Он обнаружил, что никогда так не беспокоился за свой процесс, как с того момента, когда Гульд стал его адвокатом. Но он и опасался также, что ещё много нужно подать ходатайств в ходе процесса, и без адвоката всё придётся делать самому. У адвоката он встретил другого клиента, коммерсанта Блока, на которого также было открыто судебное дело, но значительно раньше — уже пять с половиной лет тому назад. Блок ещё тайно нанял пятерых подпольных адвокатов.
Гульд попытался переубедить К. Он унизил Блока, чтобы доказать, насколько его клиенты зависимы от него, от его связей и способности влиять на судей и чиновников. Блок встаёт перед адвокатом на колени, чтобы получить отзыв.
В соборе
Йозеф К. получил от своего начальника задание показать одному итальянскому клиенту банка памятники искусства в их городе. Незадолго до выхода ему позвонила Лени и предостерегла его словами: «Тебя затравили!». Йозеф К. должен был встретиться с клиентом в городском соборе, но тот так и не появился в назначенное время. Возможным объяснением этому было или недопонимание, так как К. недостаточно хорошо говорил по-итальянски («изо всех сил старался не слушать итальянца и на лету схватывать объяснения директора»), или то, что эта встреча была лишь предлогом («„Пришёл я сюда показать собор одному итальянцу“. „Оставь эти посторонние мысли“, — сказал священник».).
Этот священник, которого К. встретил вместо итальянца, оказался тюремным капелланом и знал о процессе К. Он рассказал К. притчу «Перед законом» и обсудил с ним её толкование, чтобы представить ему его положение. К., однако, не нашёл ни сходства притчи со своим положением, ни пользы или смысла в её толковании.
Конец
Накануне 31-летия Йозефа К. арестовали двое мужчин в изношенных сюртуках и цилиндрах, которые своим молчанием и формальными жестами напоминали «старых отставных актёров». Попробовав вначале сопротивляться, он в итоге не только охотно позволил взять себя под руки, но и сам выбирал направление движения. Добравшись до каменоломни на краю города, Йозефа К. казнили: мужчины прислонили его к камню, один крепко держал К., а другой пронзил его сердце ножом для резки мяса. «Как собака», — были последними словами К.

## Герои
Йозеф К.
Йозеф К. работает прокуристом в банке, не женат. В начале романа герою исполнилось 30 лет. Поддерживает связь с любовницей Эльзой и регулярно бывает на заседаниях. Его отца нет в живых, а его мать упоминается лишь в одном отрывке, и К. не привязан к ней.
Присутствующие при аресте
Стражи Франц и Виллем сообщают Йозефу К. об аресте и первое время удерживают его в своей комнате. Безымянный руководитель грубо отвергает отрицательные соображения К. При аресте присутствуют трое подчинённых К. из банка: Рабенштайнер, Каминер и Куллих, — которые должны после ареста препроводить К. на работу.
Фройляйн Эльза
Фройляйн Эльза работает официанткой. В течение дня она принимает мужчин, К. приходит к ней раз в неделю. Позже в первом разговоре с Лени она упоминается как любовница К. Она не является прямым действующим лицом, а лишь упоминается Йозефом К.
Фрау Грубах
Хозяйка квартиры, в которой проживают К. и фройляйн Бюрстнер. Она относится к К. лучше, чем к другим жильцам, так как он одолжил ей денег.
Фройляйн Бюрстнер
Фройляйн Бюрстнер только недавно поселилась у фрау Грубах и имеет мало контактов с К. Ночью после ареста он дожидается её прихода, чтобы поговорить с ней. Фройляйн Бюрстнер приглашает его к себе в комнату; в конце разговора К. набрасывается на неё с поцелуями, после чего уходит. Она интересуется работой суда, так как через несколько недель будет проходить собеседование на должность секретаря в юридической фирме.
Жена пристава
Имеет особую эротическую ауру, так как её с любовными целями посещают студент юридического факультета и следователь. Она предлагает свои услуги и К. и знакомит его с некоторыми из представителей причудливого мира судов, расположенных на чердаках переполненных многоквартирных домов.
Адвокат Гульд
Знакомый дядюшки Йозефа. Лежачий больной. Защиту своих клиентов обсуждает с ними непосредственно в своей спальне. Разговоры с ним мучительно утомительны. Впоследствии К. отказывается от его услуг.
Лени
Девушка, которая очень преданно ухаживает за адвокатом. Оказывается очень игривой и общительной. Во время первого визита К. Лени завлекает его в соседнюю комнату, чтобы сблизиться с ним. Она, как кажется, обладает важной информацией о судебной системе.
Дядя Альберт К. (Карл К.)
Дядя К. живёт в деревне. Когда он узнаёт о процессе над Йозефом К., то едет в город, чтобы помочь ему. Знакомит К. с адвокатом Гульдом. Его имя не указано чётко в немецком оригинале: в начале главы «Дядя. Лени» он назван Карлом, позднее адвокат Гульд называет его Альбертом. В русском переводе он именуется исключительно Альбертом.
Эрна
Двоюродная сестра К. — дочь дяди Альберта. Написала письмо своему отцу, в котором сообщила о процессе над К. Она не является прямым действующим лицом, а лишь упоминается дядей.
Титорелли
Художник, портретирующий судей. Благодаря его личному контакту с судьями, он может стать посредником между К. и судом. Но Титорелли твёрдо убеждён, что никто — в том числе и он сам — не может убедить суд в невиновности обвиняемого. Х. Биндер предполагает, что «реальным прототипом» художника послужил Фридрих Файгль, школьный друг автора, ко времени написания романа живший в Берлине и занимавшийся живописью.
Коммерсант Блок
Маленький, худой мужчина с окладистой бородой, над которым также производится судебный процесс. Поселился в доме адвоката Гульда, чтобы в любой момент иметь возможность обсудить процесс с адвокатом. Смирился со своим положением и во всём слушается адвоката.
Тюремный священник
Рассказывает Йозефу притчу «У врат закона». Он попытался объяснить К., что, хотя существуют различные интерпретации притчи, он не одобряет ни одной из них. К. также не удовлетворяют маловероятные объяснения. Неоднократно обратив внимание на то, что ни одна интерпретация не является верной, К. решил сам найти возможное решение. Священник знает, что это плохо повлияет на процесс К. и что тот кончит плохо.
Заместитель директора
Осуществляет надзор за деятельностью К. в банке и работает с ним в тесном сотрудничестве. Отношения с всегда очень вежливо ведущим себя начальником беспокоят К., поскольку процесс сильно отвлекает его, и он всё меньше и меньше времени может уделять своей повседневной работе.
Директор
Благожелательно относится к К. и даёт ему по-отечески добрые советы.
Прокурор Гастерер
Несмотря на его превосходящий возраст и решительность по сравнению с К., между ними возникает тесная дружба. К. регулярно провожает прокурора домой после заседаний юристов с выпивкой и сигарами, и тот оказывает ему протекцию.
Экзекутор
Сотрудник суда, который избил стражей Франца и Виллема, потому что Йозеф К. на своём первом слушании во всеуслышание на них пожаловался.
Судебные исполнители
Двое безымянных мужчин, бледных, полных и «цилиндроголовых», которые приводят Йозефа К. к каменному карьеру и убивают его ножом в сердце.

## История создания
Период создания романа — с июля 1914 по январь 1915 года — совпал с наиболее важными в жизни Франца Кафки событиями. В июле 1914 года писатель разрывает свою помолвку с Фелице Бауэр. Своё положение в это время Кафка сравнивал с существованием обвиняемого, а заключительный разговор с возлюбленной, прошедший в присутствии её сестры и подруги, называл не чем иным, как «Трибуналом». Вскоре после этого Кафка приступает к написанию «Процесса». 28 июля 1914 года Австро-Венгерская империя объявляет войну Сербии, что влечёт за собой начало Первой мировой войны. Осенью 1914 года писатель переезжает в свою собственную комнату, где впервые живёт отдельно от своих родителей.
На начальном этапе работа Кафки над «Процессом» шла непрерывно, и всего за два месяца писателю удалось подготовить около 200 страниц рукописи. Несмотря на это, его творческий порыв быстро утих. В октябре 1914 года Кафка увлекается написанием новеллы «В исправительной колонии», после чего постепенно возвращается к роману.
«Процесс» создавался нелинейно. По утверждению литератора Макса Брода, прежде всего Кафкой были написаны первая и последняя главы романа, в то время как работа над остальными шла параллельно. Для записи глав Кафка использовал те же тетради, в которые неоднократно заносил и другие тексты. Относящиеся к «Процессу» страницы писатель вырывал из тетрадей и разделял по фрагментам и главам, при этом не упорядочивая их между собой, что впоследствии затруднило воссоздание фабулы романа.
В начале 1915 года Кафка прервал работу над романом и, за исключением непродолжительной попытки в 1916 году, не приступал к ней в дальнейшем. Уже в ноябре 1914 года Кафка заявлял: «Я больше не могу писать. Я приблизился к границе, пред которой мне, вероятно, вновь придётся прождать не один год, чтобы потом вновь приступить к очередной вновь бесконечно длинной истории».

## Издания

### На языке оригинала
- Kafka F. Der Prozeß. — Берлин: Die Schmiede, 1925.
Первое издание, организованное другом Кафки, Максом Бродом. Он отсортировал главы, опираясь на свои воспоминания о разговорах с автором.

### На русском языке
- Кафка Ф. Избранное: Сборник: Пер. с нем. / Сост. Е. Кацевой; предисл. Д. Затонского. — М.: Радуга, 1989. — 576 с. ISBN 5-05-002394-7 (Мастера современной прозы)

## Постановки и экранизации
- «Процесс» — фильм Орсона Уэллса 1962 года. Роль Йозефа К. исполнил Энтони Перкинс.
- «Процесс» Франца Кафки — эпизод документального мини-сериала «Современный мир: Десять Великих Авторов» Дэвида Томаса 1988 года. Роль Йозефа К. исполнил Тим Рот[8].
- «Кафка» — фильм Стивена Содерберга 1991 года. Роль Франца Кафки исполнил Джереми Айронс.
- «Процесс» — фильм Дэвида Джонса 1993 года. Роль Йозефа К. исполнил Кайл Маклахлен.
- Суф(ф)ле — спектакль Юрия Любимова 2005 года в Театре на Таганке.[9]
- «Процесс» — фильм Константина Селиверстова 2014 года. Роль Йозефа К. исполнил Антон Шварц. https://www.youtube.com/watch?v=7BjsRpHzICM